# Cylindrophora
Cylindrophora é um gênero de besouros da família Buprestidae, contendo as seguintes espécies:
- Cylindrophora auronotata (Bily, 1978)
- Cylindrophora mrazi (Obenberger, 1932)